# Adolfów (województwo mazowieckie)
Adolfów – wieś w Polsce położona w województwie mazowieckim, w powiecie sokołowskim, w gminie Ceranów. Ma status sołectwa.
W latach 1975–1998 miejscowość administracyjnie należała do województwa siedleckiego.
Mieszkańcy wyznania rzymskokatolickiego należą do parafii Niepokalanego Poczęcia NMP w Ceranowie.
W Adolfowie mieszkała Stanisława Kołkowska, Sprawiedliwa wśród Narodów Świata.